# Daniela Gattelli
Daniela Gattelli (Ravena, 19 de noviembre de 1975) es una deportista italiana que compitió en voleibol, en la modalidad de playa.
Ganó cuatro medallas en el Campeonato Europeo de Vóley Playa entre los años 1997 y 2004. Participó en dos Juegos Olímpicos de Verano, ocupando el noveno lugar en Sídney 2000 y el quinto en Atenas 2004.

## Palmarés internacional
| Campeonato Europeo | Campeonato Europeo             | Campeonato Europeo | Campeonato Europeo |
| Año                | Lugar                          | Medalla            | Pareja             |
| ------------------ | ------------------------------ | ------------------ | ------------------ |
| 1997               | Roma (Italia)                  | Medalla de plata   | Lucilla Perrotta   |
| 2002               | Basilea (Suiza)                | Medalla de oro     | Lucilla Perrotta   |
| 2003               | Alanya (Turquía)               | Medalla de bronce  | Lucilla Perrotta   |
| 2004               | Timmendorfer Strand (Alemania) | Medalla de bronce  | Lucilla Perrotta   |